# Rixings typverkstad

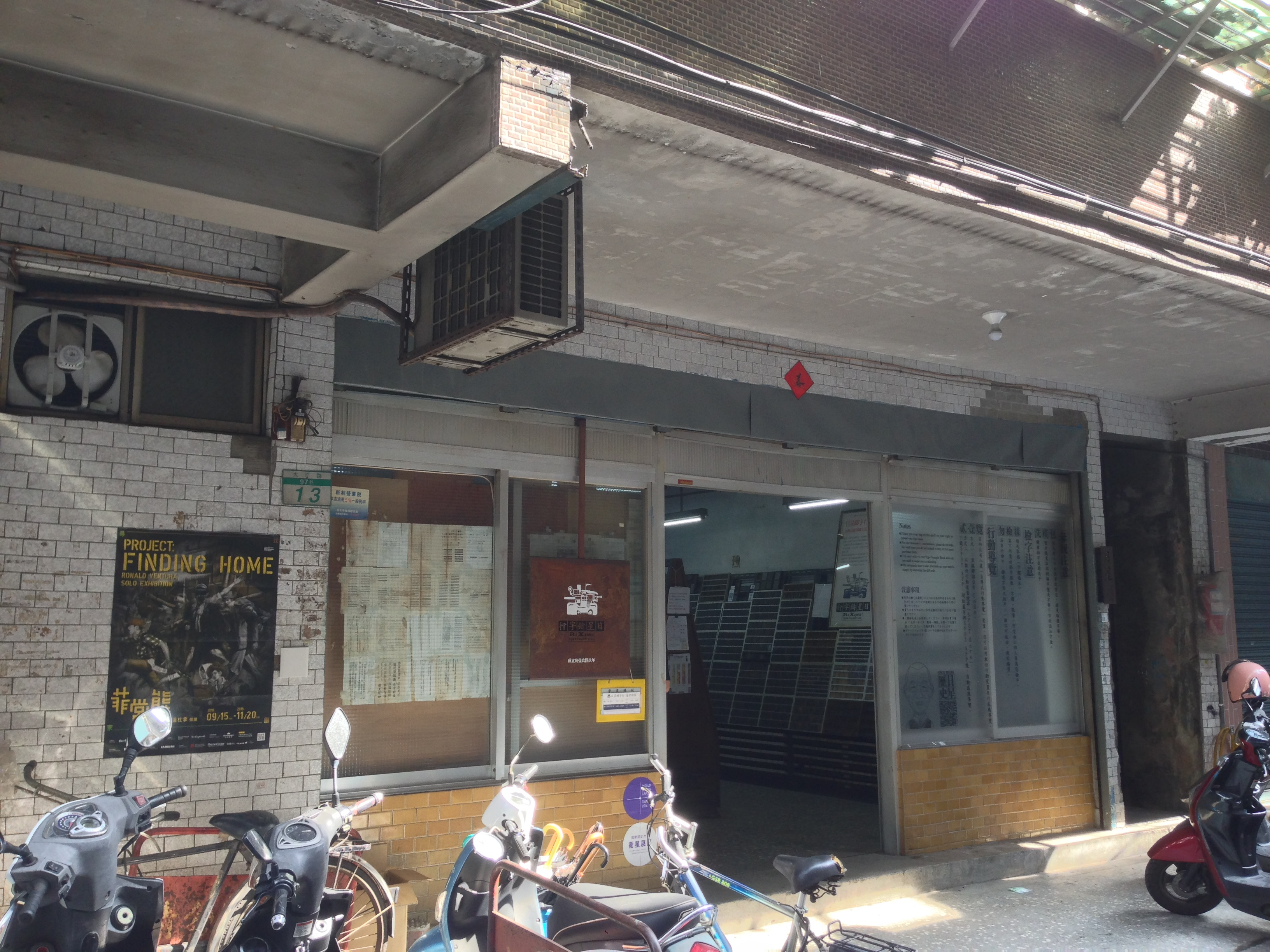
Ingång.

Rixings typverkstad (kinesiska: 日星鑄字行, pinyin: Rì xīng zhùzì xíng) är gjuteri för rörliga typer i Taiwan. Det ligger på Taiyuan-gatan i Taipei. Det grundades 1969 och är inriktat på produktion av blytecken för tryckeriindustrin. Efter att Zhongnan-gjuteriet (Zhongnanhang) lade ned 2000, blev Rixing typverkstad det enda kvarvarande gjuteriet i Taiwan.

## Historia
Fadern till dagens (2023) ägare, Zhang Jieguan, tänkte ursprungligen starta ett tryckeri, men för att försörja familjen grundade han Rixing-gjuteriet 1969, där namnet Rixing syftar på den daglig produktion. De smälte blyvätska vid en temperatur på 400 grader i gjutmaskinen för att gjuta tecken. Enligt ägaren var Rixings storhetstid 1976, då de göt ungefär 100 000 tecken om dagen, men efter att industrin gått över till digitaltryck minskade behovet kraftigt.

## Teckensnitt
Det finns fler än 300 000 kinesiska tecken i Rixings fabrik. Bland dem är de vanliga kinesiska tecknen ordnade i ordning från "ding" (丁) till "gui" (龜). Dessa uppskattas bestå av 2 000 till 3 000 tecken. Dessutom köpte Zhang Jieguan en komplett uppsättning kinesiska traditionella koppargjutna typsnitt från Liánhé bào, efter att datoriseringen minskat deras behov. På grund av nedgången i gjuteriindustrin avser Zhang Jieguan att göra Rixing till ett hantverksmuseum för att bevara industrikulturen inom gjuteriindustrin och boktryck.

## Bilder

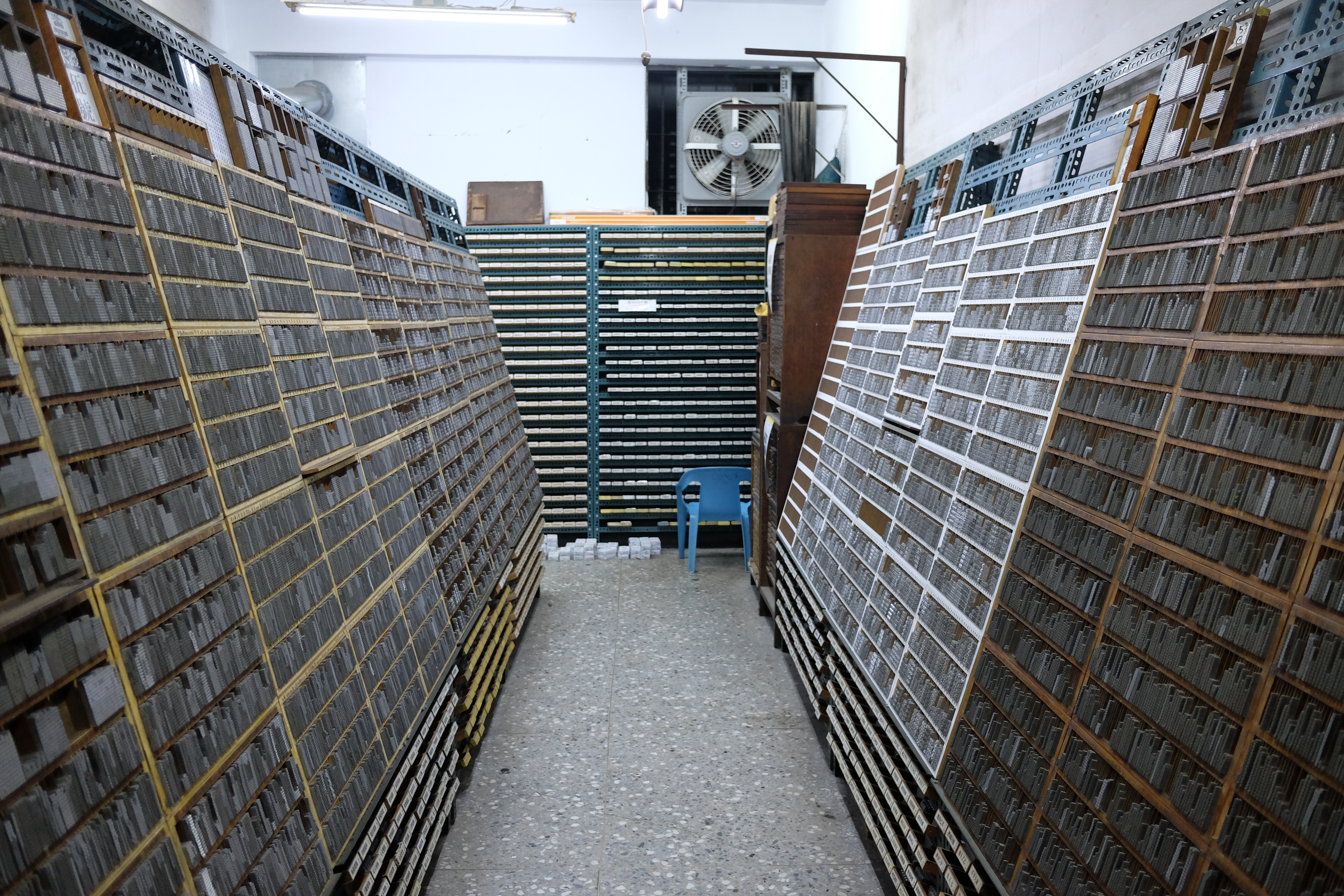
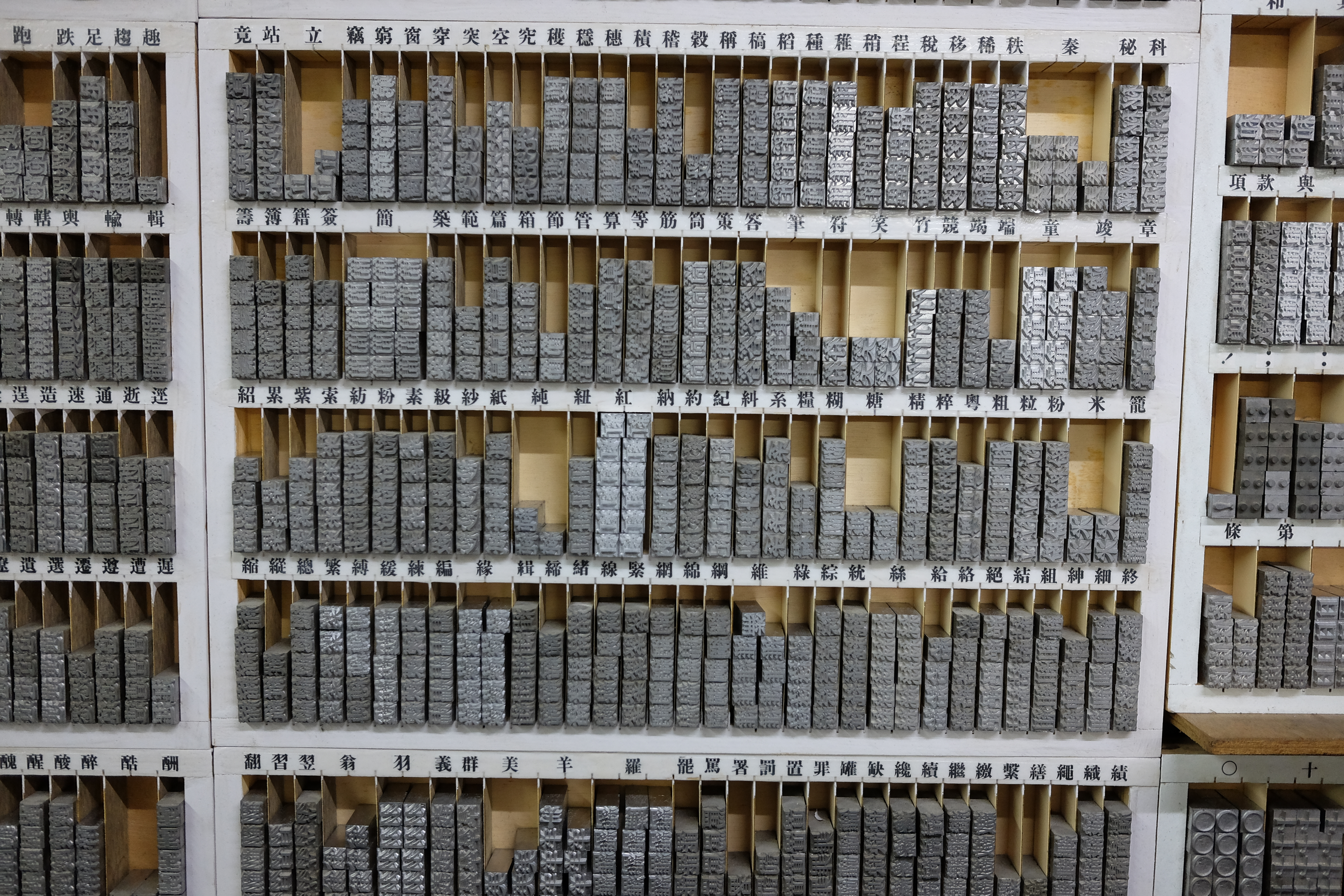
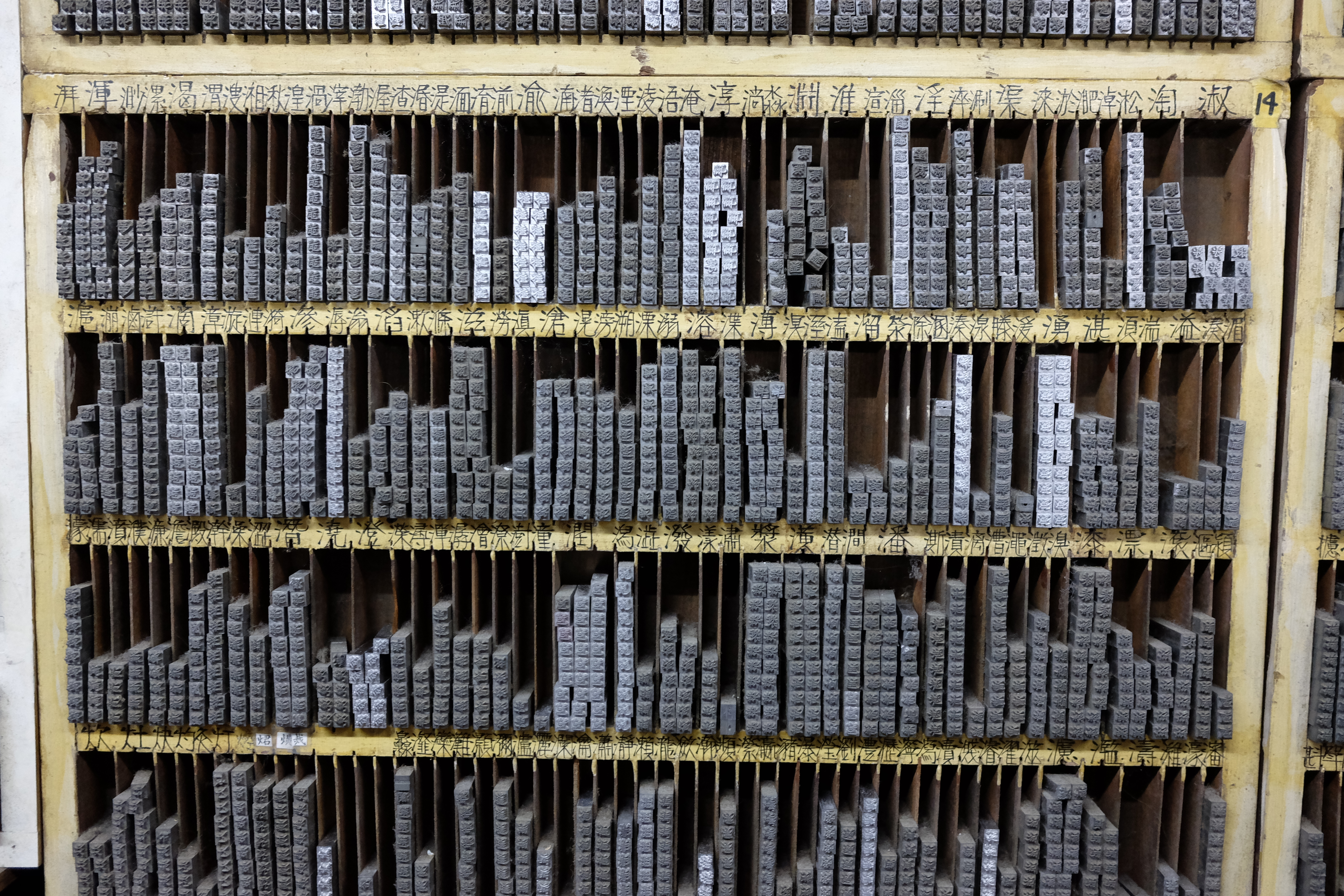
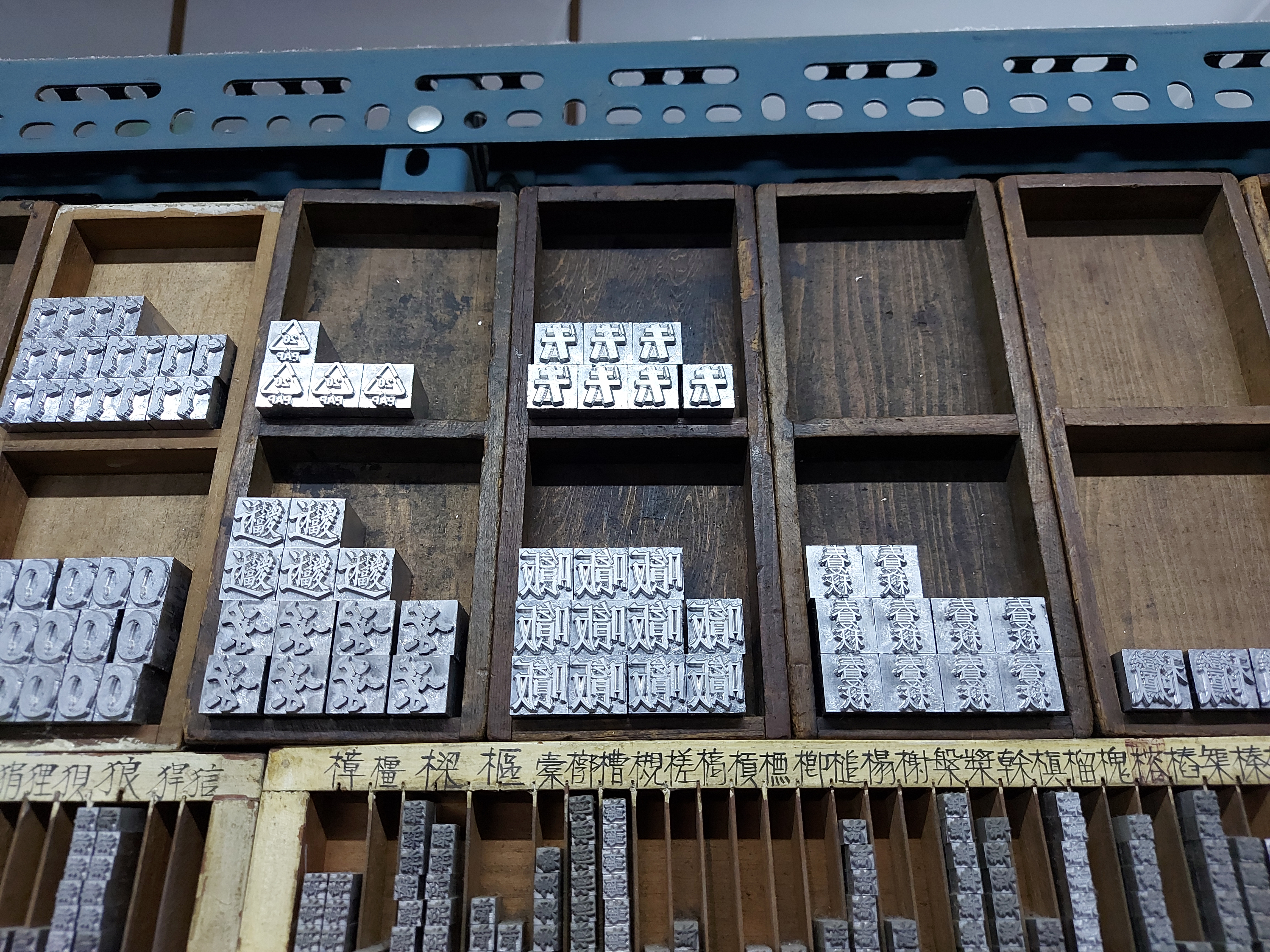